# Cultura Lengyel

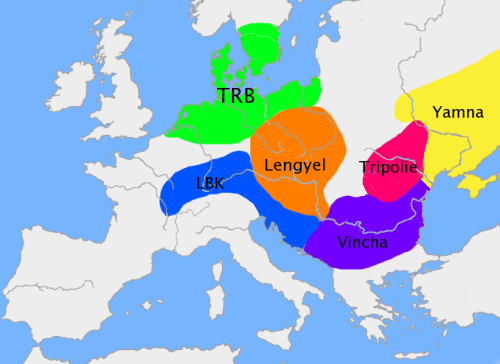
Mapa d'Europa cap al 3500 aC que mostra una aproximació de la cultura Lengyel (en taronja) i d'altres cultures importants contemporànies

La cultura Lengyel és una cultura del Neolític centrada en el riu Danubi i que cobreix essencialment el sud-oest d'Eslovàquia, l'oest d'Hongria, l'est d'Àustria, Moràvia i Croàcia. Lengyel és un poble al comtat Tolna d'Hongria. A Àustria i a Moràvia, també s'anomena «cultura de la ceràmica pintada».

## Desenvolupament

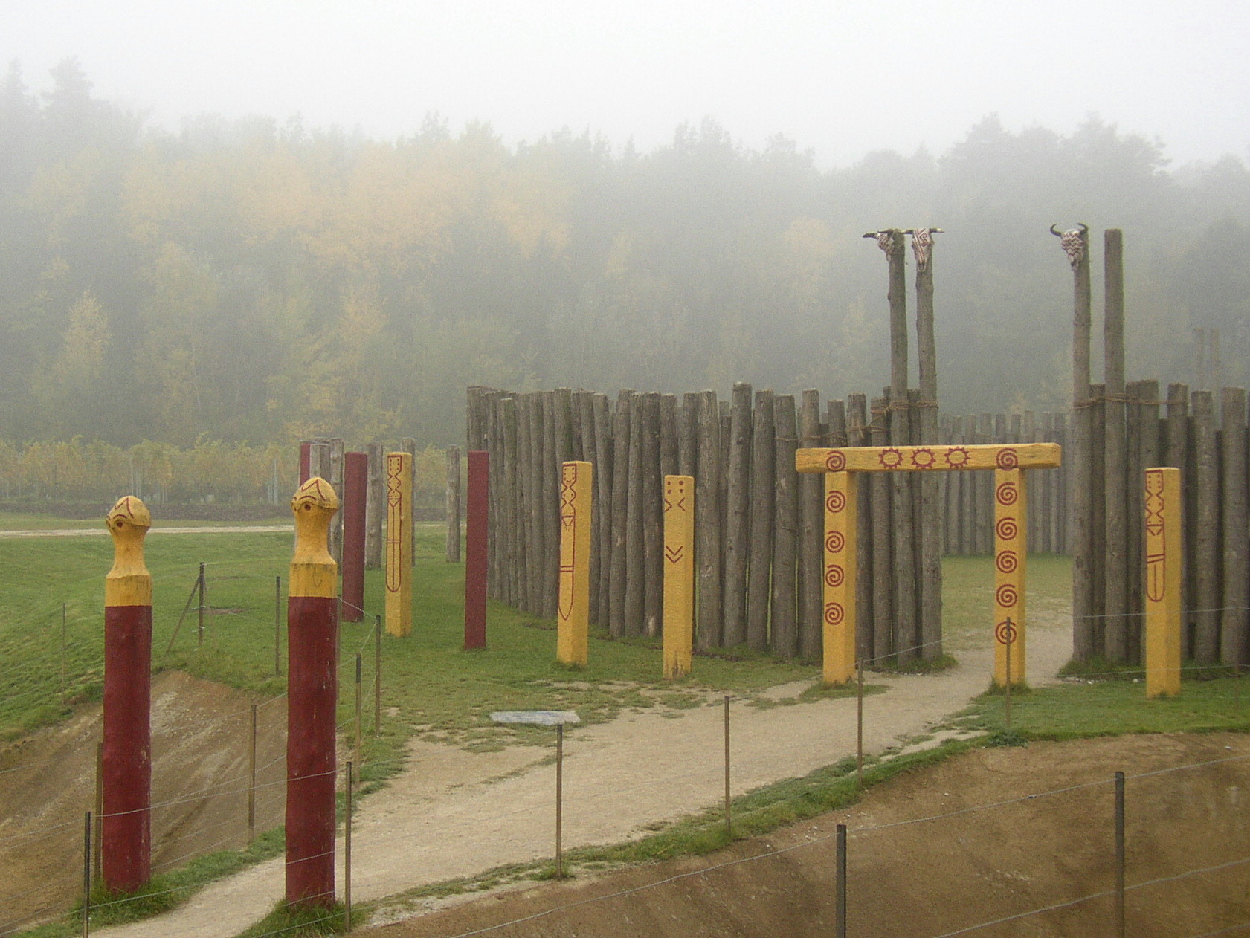
Reconstrucció d'una fossa circular a Heldenberg.

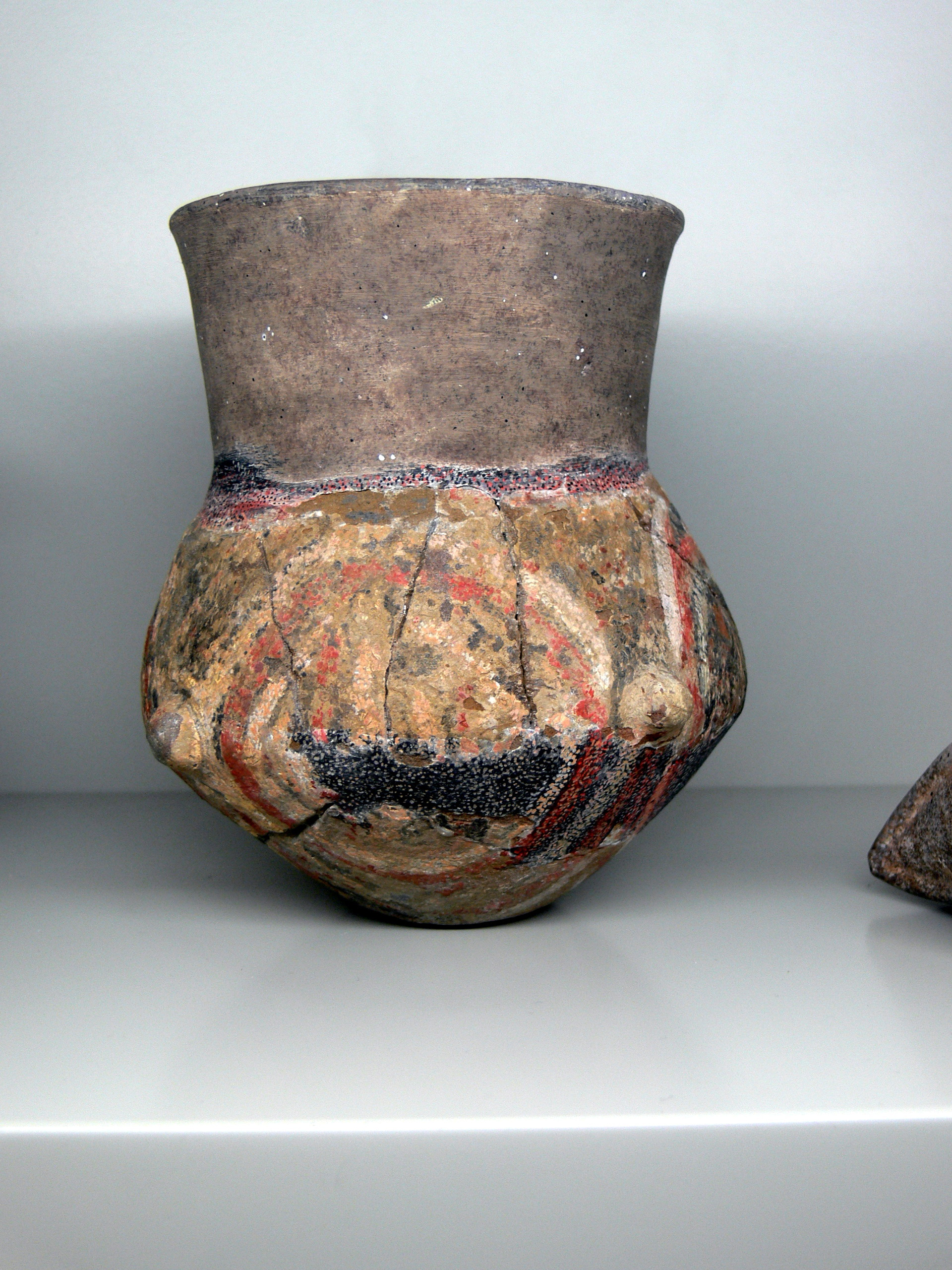
Ceràmica de la cultura de Lengyel al Linz Schlossmuseum d'Àustria.

Succeeix a escala local en la cultura de la ceràmica de bandes des del 4900 abans de Crist. Es divideix en tres fases: policroma, bicroma i sense pintar. Aquesta cultura continua produint figuretes típiques de la civilització danubiana. Va evolucionar a l'epi-Lengyel (4250-3950 aC) que diferencien més tard en la formació de la cultura de Baden al sud i la cultura de Retz (Baixa Àustria) (Balaton-Lasinja) i cap a la cultura de Jordanów (4300-3900 aC) al voltant de la República Txeca.
La cultura Lengyel continua les pràctiques agrícoles i funeràries de la cultura de la ceràmica de bandes. Les seves cases comunals també es deriven, però ja no es divideixen en tres parts i reemplacen la planta rectangular per la planta trapezoidal. A molts indrets (Friebritz, Gaudendorf, Těšetice-Kyjovice…) tenen fosses circulars, és a dir recintes formats per un de circular envoltat d'una fossa a terra i vorejada per una tanca.

## Descobertes
Els principals llocs són a Hongria (Lengyel, Aszód, Zengővárkony), Eslovàquia (Lužianky, Svodin) i Moràvia (Kramolin, Jezeřany-Maršovice). S'han trobat figures a la Baixa Àustria, en particular la de Venus Langenzersdorf i la Venus Falkenstein. Aquesta última té 13 cm d'alt i data del 4500 aC. Té la pell pintada de groc, porta una espècie de davantal i un cinturó. El cap és abstracte i el coll molt llarg. Des del 29 de setembre de 2009, s'exposa al Museu de Prehistòria del Castell d'Asparn.